# Krista Mikkonen

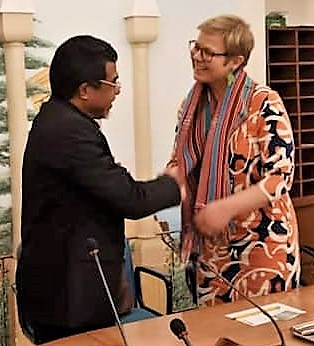
Rencontre entre Krista Mikkonen et le secrétaire d'État à l'Environnement du Timor oriental, Demetrio do Amaral de Carvalho (2019).

Krista Johanna Mikkonen, née le 15 novembre 1972 à Hamina, est une femme politique finlandaise, membre de la Ligue verte.
Elle est membre du Parlement finlandais de 2015,, jusqu'à sa nomination comme ministre au sein du gouvernement Marin. 
Elle est élue porte-parole de la Ligue verte en septembre 2016. Avant cela, elle était vice-présidente du parti.
En 2019, elle est nommée ministre de l'Environnement et du Climat puis, en 2021, remplace Maria Ohisalo au poste de ministre de l'Intérieur au sein du gouvernement de Sanna Marin, à la suite du congé de maternité de cette dernière. 

## Carrière politique
Krista Mikkonen est élue membre du Parlement finlandais lors des élections législatives de 2015, avec 4624 voix, dans la circonscription de Savonia-Karelia. Elle avait précédemment participé à trois élections législatives en 1999, 2007 et 2011, dans la circonscription de Carélie du Nord,. 
De 1997 à 2000 puis de 2005 à 2012, Krista Mikkonen est conseillère municipale de Joensuu. De 2008 à 2011, elle est porte-parole du Parti vert pour la circonscription de Carélie du Nord. Préalablement, elle a été porte-parole du Parti vert pour la région de Joensuu de 1998 à 2000, et à nouveau à partir de 2004.
Nommée ministre de l'Environnement au sein du gouvernement Rinne, elle est reconduite dans ses fonctions dans le gouvernement Marin, en 2019. En 2021, elle devient ministre de l'Intérieur, pour remplacer Maria Ohisalo, partie en congé maternité.

## Autres activités
- Office national d'audit de Finlande (NAOF), membre du comité consultatif (2017-2019)[8].

## Vie personnelle
Elle vit à Joensuu, mais a passé son enfance à Koria. 